# 萨克森统治者列表

萨克森的徽章

以下是西元1918年君主制覆灭前萨克森公爵、选侯与国王的名单。西元1356年1月10日的“1356年金玺诏书”将萨克森-维滕贝格公爵升为神圣罗马帝国的七大选帝侯之一。

## 萨克森公爵
萨克森公爵（德语：Herzog von Sachsen）是位于德国境内的萨克森公国的世袭统治者。这个封号极为古老，它是最初的、与东法兰克国王地位相当的四个部落公爵（萨克森、士瓦本、法兰克尼亚、巴伐利亚）之一。919年，萨克森公爵亨利一世即位为东法兰克国王，从而开始了德意志和神圣罗马帝国的萨克森王朝。

### 早期部落公爵
- 维杜金德（743年-807年），為第一个留下名字的公爵，曾与查理大帝作战。

### 奥托王朝
| 薩克森公爵 | 薩克森公爵          | 薩克森公爵                      | 薩克森公爵                                                |
| 奧托王朝   | 奧托王朝            | 奧托王朝                        | 奧托王朝                                                  |
| ---------- | ------------------- | ------------------------------- | --------------------------------------------------------- |
| 肖像       | 名稱                | 時間                            | 備註                                                      |
|            | 柳多爾夫一世        | 850年-864年3月12日或866年       |                                                           |
|            | 布魯諾              | 864年3月12日或866年-880年2月2日 |                                                           |
|            | 奧托一世 （傑出的） | 880年2月2日-912年11月30日       |                                                           |
|            | 亨利一世 （捕鳥者） | 912年11月30日-936年7月2日       | 東法蘭克國王 （919-936）                                  |
|            | 奧托二世 （偉大的） | 936年7月2日-973年               | 東法蘭克國王 （936年-961年） 羅馬帝國皇帝 （962年-973年） |

### 比隆王朝（英语：Billung）
| 薩克森公爵 | 薩克森公爵   | 薩克森公爵                  | 薩克森公爵 |
| 比隆王朝   | 比隆王朝     | 比隆王朝                    | 比隆王朝   |
| ---------- | ------------ | --------------------------- | ---------- |
| 肖像       | 名稱         | 時間                        | 備註       |
|            | 赫爾曼       | 961年-973年3月27日          | 副公爵     |
|            | 貝恩哈德一世 | 973年3月27日-1011年2月9日   |            |
|            | 貝恩哈德二世 | 1011年2月9日-1059年6月29日  |            |
|            | 奧多爾夫     | 1059年6月29日-1072年3月28日 |            |
|            | 馬格努斯     | 1072年3月28日-1106年8月23日 |            |

### 苏普林堡王朝
| 薩克森公爵   | 薩克森公爵   | 薩克森公爵           | 薩克森公爵                                                      |
| 蘇普林堡王朝 | 蘇普林堡王朝 | 蘇普林堡王朝         | 蘇普林堡王朝                                                    |
| ------------ | ------------ | -------------------- | --------------------------------------------------------------- |
| 肖像         | 名稱         | 時間                 | 備註                                                            |
|              | 洛泰爾一世   | 1106年-1137年12月4日 | 羅馬人民的國王 （1125年-1137年） 羅馬帝國皇帝 （1133年-1137年） |

### 韦尔夫王朝
| 薩克森公爵 | 薩克森公爵          | 薩克森公爵                   | 薩克森公爵           |
| 韋爾夫王朝 | 韋爾夫王朝          | 韋爾夫王朝                   | 韋爾夫王朝           |
| ---------- | ------------------- | ---------------------------- | -------------------- |
| 肖像       | 名稱                | 時間                         | 備註                 |
|            | 亨利二世 （驕傲的） | 1137年12月4日-1139年10月20日 | 巴伐利亞公爵亨利十世 |

### 阿斯坎尼王朝
| 薩克森公爵   | 薩克森公爵              | 薩克森公爵            | 薩克森公爵   |
| 阿斯坎尼王朝 | 阿斯坎尼王朝            | 阿斯坎尼王朝          | 阿斯坎尼王朝 |
| ------------ | ----------------------- | --------------------- | ------------ |
| 肖像         | 名稱                    | 時間                  | 備註         |
|              | 阿尔布雷希特一世 （熊） | 1139年10月20日-1142年 | 勃蘭登堡藩侯 |

### 韦尔夫王朝
| 薩克森公爵 | 薩克森公爵        | 薩克森公爵    | 薩克森公爵             |
| 韋爾夫王朝 | 韋爾夫王朝        | 韋爾夫王朝    | 韋爾夫王朝             |
| ---------- | ----------------- | ------------- | ---------------------- |
| 肖像       | 名稱              | 時間          | 備註                   |
|            | 亨利三世 （獅子） | 1142年-1180年 | 巴伐利亞公爵亨利十二世 |

1180年，韦尔夫家族被神圣羅馬帝国皇帝腓特烈一世击败，该家族失去了对大部分萨克森公国的统治权，威斯特伐利亚交給科隆大主教。韋爾夫家族手中只剩下不伦瑞克—吕讷堡公国。韦尔夫家族在这一部分持续统治到第一次世界大战结束。阿斯坎尼家族僅擁有易北河附近的東部地區，導致薩克森地名向東移。瓜分后的薩克森公國有時被稱作年輕薩克森公國。

## 年輕薩克森：公國和选侯国

### 阿斯坎尼王朝
| 肖像 | 名称（生卒日期）                          | 统治时间      | 备注 |
| ---- | ----------------------------------------- | ------------- | --- |
|      | 伯恩哈德一世 （1140年—1212年2月2日）      | 1180年—1212年 | 大熊阿尔布雷希特幼子 |
|      | 阿爾布雷希特一世 （1175年—1260年10月7日） | 1212年—1260年 | 伯恩哈德一世次子 |
|      | 約翰一世 （1249年—1285年7月30日）         | 1260年—1282年 | 阿爾布雷希特一世與第三任妻子布倫瑞克—呂納堡的海琳所生長子，與弟弟阿爾布雷希特二世共治直至1282年退位                                                                                            |
|      | 阿爾布雷希特二世 （1250年—1298年8月25日） | 1260年—1296年 | 與同父同母兄長約翰一世共治到1282年，期間培養約翰三個未成年的兒子阿爾布雷希特三世、埃里克一世和約翰二世。1296年，叔侄瓜分領地。三個侄子成為薩克森-勞恩堡系，阿爾布雷希特二世為薩克森-維滕堡系。 |
|      | 阿爾布雷希特三世 （1281年—1308年）        | 1282年—1296年 | 與叔叔阿爾布雷希特二世和哥哥埃里克一世、約翰二世共治到1296年，叔侄瓜分領地，分為薩克森-維滕堡系和薩克森-勞恩堡系                                                                               |
|      | 埃里克一世 （1280年—1360年）              | 1282年—1296年 | 與叔叔阿爾布雷希特二世和弟弟阿爾佈雷希特三世、哥哥約翰二世共治到1296年，叔侄瓜分領地，分為薩克森-維滕堡系和薩克森-勞恩堡系                                                                     |
|      | 約翰二世 （1275年—1322年4月22日）         | 1282年—1296年 | 與叔叔阿爾布雷希特二世和弟弟阿爾布雷希特三世、阿爾布雷希特三世共治到1296年，叔侄瓜分領地，分為薩克森-維滕堡系和薩克森-勞恩堡系                                                                 |

#### 阿斯坎尼家族統治下薩克森的分裂
| 薩克森公國 (1180年–1296年)                                         |                                              |                                   |                                                                              |                                                                              |
| 薩克森-維滕堡公國 (1296–1356) 提升至: 薩克森選侯國 (1356年–1422年) | 薩克森-勞恩堡公國 (1296年–1303年)            | 薩克森-勞恩堡公國 (1296年–1303年) | 薩克森-勞恩堡公國 (1296年–1303年)                                            | 薩克森-勞恩堡公國 (1296年–1303年)                                            |
| 薩克森-維滕堡公國 (1296–1356) 提升至: 薩克森選侯國 (1356年–1422年) |                                              |                                   | 薩克森-拉策堡公國 (1303年–1315年)                                            |                                                                              |
| 薩克森-維滕堡公國 (1296–1356) 提升至: 薩克森選侯國 (1356年–1422年) | 薩克森-默爾恩公國 (1303年–1401年)            | 薩克森-默爾恩公國 (1303年–1401年) | 薩克森-貝格多夫公國 (1303年–1315年) 更名為 薩克森-拉策堡公國 (1315年-1401年) | 薩克森-貝格多夫公國 (1303年–1315年) 更名為 薩克森-拉策堡公國 (1315年-1401年) |
| 薩克森-維滕堡公國 (1296–1356) 提升至: 薩克森選侯國 (1356年–1422年) | 薩克森-勞恩堡公國 (拉策堡系) (1401年–1689年) |                                   |                                                                              |                                                                              |

#### 薩克森-勞恩堡公爵
自從薩克森公爵被定為選侯，并擁有選舉皇帝的權利后。維滕堡系和勞恩堡系圍繞著誰握有選舉權爆發衝突，1314年的國王選舉會議中維滕堡和勞恩堡共同擁有選舉權，雙方處於對立。最終，1356年的金璽詔書確立薩克森-維滕堡系為選侯。
| 薩克森-勞恩堡公爵                                                                                         |                                      |               |          |
| 阿斯坎尼王朝，勞恩堡系                                                                                    |                                      |               |          |
| 肖像 | 名稱                                 | 統治時間      | 備註     |
| | 埃里克一世 約翰二世 阿爾布雷希特三世 | 1296年-1303年 | 兄弟共治 |
| 三兄弟于1303年瓜分公國，埃里克得到薩克森-貝格多夫，約翰得到薩克森-默爾恩，阿爾布雷希特分到薩克森-拉策堡。 |                                      |               |          |

| 薩克森-貝格多夫-勞恩堡公爵 |            |                 |                                                 |
| 阿斯坎尼王朝，勞恩堡幼系 |            |                 |                                                 |
| 肖像 | 名稱       | 統治時間        | 備註                                            |
| | 埃里克一世 | 1303年 - 1321年 | 1308年繼承弟弟阿爾佈雷希特三世的薩克森-拉策堡。 |
| 1321年，埃里克和約翰重新劃分領地，埃里克得到薩克森-拉策堡-勞恩堡，在弟妹勃蘭登堡-萨尔茨韦德尔的瑪格麗特死後，薩克森-拉策堡公國重新命名為薩克森-拉策堡-勞恩堡。 |            |                 |                                                 |

| 薩克森-拉策堡公爵                                                                                                   |                  |                 |                                                       |
| 阿斯坎尼王朝，拉策堡系                                                                                              |                  |                 |                                                       |
| 肖像 | 名稱             | 統治時間        | 備註                                                  |
| | 阿爾布雷希特三世 | 1303年 - 1308年 | 死後，公國由妻子勃蘭登堡-萨尔茨韦德尔的瑪格麗特掌控。 |
| 阿爾佈雷希特死後，阿斯坎尼-拉策堡系絕嗣，公國由哥哥薩克森-貝格多夫-勞恩堡公爵埃里克繼承，融入薩克森-拉策堡-勞恩堡。 |                  |                 |                                                       |

| 薩克森-默爾恩公爵 |          |                 |                                                     |
| 阿斯坎尼王朝，勞恩堡長系                                                                                              |          |                 |                                                     |
| 肖像 | 名稱     | 統治時間        | 備註                                                |
| | 約翰二世 | 1303年 - 1321年 | 與堂弟薩克森選侯兼薩克森-維滕堡公爵魯道夫一世對立。 |
| 1321年，與弟弟埃里克重新劃分領地，勃蘭登堡-萨尔茨韦德尔的瑪格麗特死後，得到貝格多夫，改稱薩克森-貝格多夫-默爾恩公爵。 |          |                 |                                                     |

| 薩克森-拉策堡-勞恩堡公爵 |            |               |                                      |
| 阿斯坎尼王朝，勞恩堡幼系 |            |               |                                      |
| 肖像 | 名稱       | 統治時間      | 備註                                 |
| | 埃里克一世 | 1303年-1338年 | 埃里克一世于1338年退位，死於1361年。 |
| | 埃里克二世 | 1338年-1368年 |                                      |
| | 埃里克四世 | 1368年-1412年 |                                      |
| 1401年，由於薩克森-貝格多夫-默爾恩絕嗣，薩克森-拉策堡-勞恩堡繼承薩克森-貝格多夫-默爾恩公國。公國重組後恢復舊名薩克森-勞恩堡。 |            |               |                                      |

| 薩克森-貝格多夫-默爾恩公爵       |                  |               |                                                                                            |
| 阿斯坎尼王朝，勞恩堡長系         |                  |               |                                                                                            |
| 肖像                             | 名稱             | 統治時間      | 備註                                                                                       |
|                                  | 約翰二世         | 1321年-1322年 | 與堂弟薩克森選侯兼薩克森-維滕堡公爵魯道夫一世對立。                                        |
|                                  | 阿爾佈雷希特四世 | 1322年-1343年 | 由母親荷尔斯泰因-伦茨堡的伊莉莎白攝政，直至伊莉莎白在1330年改嫁丹麥國王埃里克.克里斯托弗。 |
|                                  | 約翰三世         | 1343年-1356年 |                                                                                            |
|                                  | 阿爾布雷希特五世 | 1356年-1370年 |                                                                                            |
|                                  | 埃里克三世       | 1370年-1401年 |                                                                                            |
| 1401年，長系絕嗣，公國併入幼系。 |                  |               |                                                                                            |

| 薩克森-勞恩堡公爵 |                       |                             | |
| 阿斯坎尼王朝，勞恩堡幼系 |                       |                             | |
| 肖像 | 名稱                  | 統治時間                    | 備註 |
| | 埃里克五世            | 1401年—1436年               | 與父親埃里克四世共治（至1411年），和弟弟約翰四世共治（至1414年），與幼弟伯恩哈德二世共治（自1426年）                                                                                                   |
| | 約翰四世              | 1401年-1411/1414年          | 與父親埃里克四世共治（至1411年），和哥哥埃里克五世共治 |
| | 伯恩哈德二世          | 1426年-1463年               | 與哥哥埃里克五世共治（至1436年） |
| | 約翰五世              | 1463年-1507年               | 伯恩哈德二世長子 |
| | 馬格努斯一世          | 1507年-1543年               | 約翰五世次子 |
| | 弗朗茨一世            | 1543年-1571年 1573年-1581年 | 馬格努斯一世長子也是唯一的兒子，馬格努斯二世、弗朗茨二世和莫里斯之父 |
| | 馬格努斯二世          | 1571年-1573年               | 弗朗茨二世和莫里斯兄長 |
| | 弗朗茨二世            | 1578年-1619年               | 1578年為副攝政，1581年為公國管理者，與弟弟莫里斯自1581年至1612年共治，奧古斯特與朱利葉斯.亨利之父 |
| | 莫里斯                | 1581年-1612年               | 與哥哥弗朗茨二世共治 |
| | 奧古斯特              | 1619年-1656年               | 弗朗茨二世長子 |
| | 朱利葉斯.亨利         | 1656年-1665年               | 弗朗茨.埃德曼、朱利葉斯.弗朗茨之父 |
| | 弗朗茨.埃德曼         | 1665年-1666年               | 朱利葉斯.亨利長子 |
| | 朱利葉斯.弗朗茨       | 1666年-1689年               | 朱利葉斯.亨利次子，弗朗茨.埃德曼同母異父的弟弟 |
| 阿斯坎尼家族薩克森-勞恩堡主系于1689年絕嗣，公國被韋爾夫家族的布倫瑞克-呂訥堡公國吞併，阿斯坎尼家族合法繼承人安娜.瑪利亞.弗蘭齊斯卡.馮.薩克森-勞恩堡無法繼承公國，布倫瑞克-呂納堡-策勒支系繼承公國 |                       |                             | |
| 韋爾夫王朝，呂納堡支系 |                       |                             | |
| 肖像 | 名稱                  | 統治時間                    | 備註 |
| | 格奧爾格·威廉         | 1689年-1705年               | 憑藉武力吞併薩克森-勞恩堡公國，導致阿斯坎尼家族繼承人安娜.瑪利亞.弗蘭齊斯卡.馮.薩克森-勞恩堡無法繼承家族領地，1728年合併合法化。薩克森-勞恩堡公爵馬格努斯一世玄外孫，曾外祖母是薩克森-勞恩堡的多蘿西婭 |
| 韋爾夫王朝，漢諾威支系 |                       |                             | |
| | 格奧爾格一世.路德維希 | 1705年-1727年               | 格奧爾格.威廉的侄子和女婿 |
| | 格奧爾格二世.奧古斯特 | 1727年-1760年               | 1728年，皇帝查理六世正式承認其對薩克森-勞恩堡公國的統治權，正式合法化其外祖父格奧爾格.威廉對公國的事實接管。                                                                                           |
| | 格奧爾格三世          | 1760年-1814年               | 由於拿破崙戰爭，失去對薩克森-勞恩堡公國的統治權，維也納會議決議將薩克森-勞恩堡公國割給丹麥王國 |
| 奥尔登堡王朝，主系 |                       |                             | |
| | 弗雷德里克一世        | 1814年-1839年               | 格奧爾格二世.奧古斯特雙重曾外孫 |
| | 克利斯蒂安一世        | 1839年-1848年               | 弗雷德里克一世半血緣的侄子，與薩克森-勞恩堡=韋爾夫家族無血緣關係，公爵弗朗茨二世第十六代曾外孫 |
| | 弗雷德里克二世        | 1848年-1863年               | 克利斯蒂安一世長子 |
| 奧爾登堡王朝，格呂克斯堡支系 |                       |                             | |
| | 克利斯蒂安二世        | 1863年-1864年               | 普丹戰爭中戰敗失去了薩克森-勞恩堡公國，《維也納和約》最終確立。 |
| 霍亨索倫王朝，柏林支系 |                       |                             | |
| | 威廉                  | 1865年-1876年               | 1865年，被薩克森-勞恩堡公國議會授予公爵，格奧爾格.威廉第十六代曾外孫，薩克森-勞恩堡公國併入普魯士王國，成為勞恩堡公國，自1876年7月1日生效。                                                            |

阿斯坎尼家族統治薩克森-勞恩堡公國直至1689年，1356年的《金璽詔書》確立維滕堡系為選侯，使得勞恩堡系失去選侯資格。1422年，維滕堡系絕嗣也未能使勞恩堡系獲得繼承選侯。

#### 薩克森-維滕堡公爵
| 薩克森-維滕堡公爵                             |                  |               | |
| 阿斯坎尼王朝                                  |                  |               | |
| 肖像                                          | 名稱             | 統治時間      | 備註 |
|                                               | 阿爾佈雷希特二世 | 1296年—1298年 | 1260至1296年，先和哥哥約翰一世共治，之後與侄子阿爾佈雷希特三世、埃里克一世和約翰二世共治。1296年，叔侄們瓜分領地，阿爾佈雷希特二世成為維滕堡系，三個侄子為勞恩堡系。 |
|                                               | 魯道夫一世       | 1298年-1356年 | 與堂兄薩克森選侯兼薩克森-勞恩堡公爵約翰二世對立 |
| 1356年1月的《金璽詔書》確認魯道夫為薩克森選侯 |                  |               | |

### 韦廷王朝
随着阿斯坎尼家族主系绝嗣，迈森的韦廷家族成为萨克森的统治者。然而他们统治的萨克森是指维滕贝格、迈森一带以及图林根，即现在的萨克森州、图林根州和萨克森-安哈尔特州南部。与阿斯坎尼家族时的萨克森公国已经不是一个地区。阿斯坎尼家族时的萨克森公国即当今的下萨克森州。

#### 韋廷家族統治下薩克森的分裂
| 薩克森選侯國 (1422年–1464年)            |                                         |                                         |                                         |                                         |                                         |                                         |                                                                |                                                            |                                                            |                                                                                 |                                                                      |                                       |                                       |                                       |                                       |                                       |                                       |                                       |                                       |                                       |                                       |                                       |                                       |                                       |                                       |                                       |                                       |
| 阿爾貝丁系 領地                         | 阿爾貝丁系 領地                         | 阿爾貝丁系 領地                         | 阿爾貝丁系 領地                         | 阿爾貝丁系 領地                         | 阿爾貝丁系 領地                         | 阿爾貝丁系 領地                         | 阿爾貝丁系 領地                                                | 阿爾貝丁系 領地                                            | 阿爾貝丁系 領地                                            | 恩斯廷系 領地                                                                   | 恩斯廷系 領地                                                        | 恩斯廷系 領地                         | 恩斯廷系 領地                         | 恩斯廷系 領地                         | 恩斯廷系 領地                         | 恩斯廷系 領地                         | 恩斯廷系 領地                         | 恩斯廷系 領地                         | 恩斯廷系 領地                         | 恩斯廷系 領地                         | 恩斯廷系 領地                         | 恩斯廷系 領地                         | 恩斯廷系 領地                         | 恩斯廷系 領地                         | 恩斯廷系 領地                         | 恩斯廷系 領地                         | 恩斯廷系 領地                         |
| 阿爾貝丁系 薩克森公國 (1464年–1547年)   | 阿爾貝丁系 薩克森公國 (1464年–1547年)   | 阿爾貝丁系 薩克森公國 (1464年–1547年)   | 阿爾貝丁系 薩克森公國 (1464年–1547年)   | 阿爾貝丁系 薩克森公國 (1464年–1547年)   | 阿爾貝丁系 薩克森公國 (1464年–1547年)   | 阿爾貝丁系 薩克森公國 (1464年–1547年)   | 阿爾貝丁系 薩克森公國 (1464年–1547年)                          | 阿爾貝丁系 薩克森公國 (1464年–1547年)                      | 阿爾貝丁系 薩克森公國 (1464年–1547年)                      | 恩斯廷系 薩克森選侯國 (1464年–1547年)                                           | 恩斯廷系 薩克森選侯國 (1464年–1547年)                                | 恩斯廷系 薩克森選侯國 (1464年–1547年) | 恩斯廷系 薩克森選侯國 (1464年–1547年) | 恩斯廷系 薩克森選侯國 (1464年–1547年) | 恩斯廷系 薩克森選侯國 (1464年–1547年) | 恩斯廷系 薩克森選侯國 (1464年–1547年) | 恩斯廷系 薩克森選侯國 (1464年–1547年) | 恩斯廷系 薩克森選侯國 (1464年–1547年) | 恩斯廷系 薩克森選侯國 (1464年–1547年) | 恩斯廷系 薩克森選侯國 (1464年–1547年) | 恩斯廷系 薩克森選侯國 (1464年–1547年) | 恩斯廷系 薩克森選侯國 (1464年–1547年) | 恩斯廷系 薩克森選侯國 (1464年–1547年) | 恩斯廷系 薩克森選侯國 (1464年–1547年) | 恩斯廷系 薩克森選侯國 (1464年–1547年) | 恩斯廷系 薩克森選侯國 (1464年–1547年) | 恩斯廷系 薩克森選侯國 (1464年–1547年) |
| 阿爾貝丁系 薩克森公國 (1464年–1547年)   | 阿爾貝丁系 薩克森公國 (1464年–1547年)   | 阿爾貝丁系 薩克森公國 (1464年–1547年)   | 阿爾貝丁系 薩克森公國 (1464年–1547年)   | 阿爾貝丁系 薩克森公國 (1464年–1547年)   | 阿爾貝丁系 薩克森公國 (1464年–1547年)   | 阿爾貝丁系 薩克森公國 (1464年–1547年)   | 阿爾貝丁系 薩克森公國 (1464年–1547年)                          | 阿爾貝丁系 薩克森公國 (1464年–1547年)                      | 阿爾貝丁系 薩克森公國 (1464年–1547年)                      | 科堡 (1542–53)                                                                  |                                                                      |                                       |                                       |                                       |                                       |                                       |                                       |                                       |                                       |                                       |                                       |                                       |                                       |                                       |                                       |                                       |                                       |
| 阿爾貝丁系 薩克森選侯國 (1547年–1806年) | 阿爾貝丁系 薩克森選侯國 (1547年–1806年) | 阿爾貝丁系 薩克森選侯國 (1547年–1806年) | 阿爾貝丁系 薩克森選侯國 (1547年–1806年) | 阿爾貝丁系 薩克森選侯國 (1547年–1806年) | 阿爾貝丁系 薩克森選侯國 (1547年–1806年) | 阿爾貝丁系 薩克森選侯國 (1547年–1806年) | 阿爾貝丁系 薩克森選侯國 (1547年–1806年)                        | 阿爾貝丁系 薩克森選侯國 (1547年–1806年)                    | 阿爾貝丁系 薩克森選侯國 (1547年–1806年)                    | 恩斯廷系 薩克森公國 (1547年–1554年)                                             | 恩斯廷系 薩克森公國 (1547年–1554年)                                  | 恩斯廷系 薩克森公國 (1547年–1554年)   | 恩斯廷系 薩克森公國 (1547年–1554年)   | 恩斯廷系 薩克森公國 (1547年–1554年)   | 恩斯廷系 薩克森公國 (1547年–1554年)   | 恩斯廷系 薩克森公國 (1547年–1554年)   | 恩斯廷系 薩克森公國 (1547年–1554年)   | 恩斯廷系 薩克森公國 (1547年–1554年)   | 恩斯廷系 薩克森公國 (1547年–1554年)   | 恩斯廷系 薩克森公國 (1547年–1554年)   | 恩斯廷系 薩克森公國 (1547年–1554年)   | 恩斯廷系 薩克森公國 (1547年–1554年)   | 恩斯廷系 薩克森公國 (1547年–1554年)   | 恩斯廷系 薩克森公國 (1547年–1554年)   | 恩斯廷系 薩克森公國 (1547年–1554年)   |                                       |                                       |
| 阿爾貝丁系 薩克森選侯國 (1547年–1806年) | 阿爾貝丁系 薩克森選侯國 (1547年–1806年) | 阿爾貝丁系 薩克森選侯國 (1547年–1806年) | 阿爾貝丁系 薩克森選侯國 (1547年–1806年) | 阿爾貝丁系 薩克森選侯國 (1547年–1806年) | 阿爾貝丁系 薩克森選侯國 (1547年–1806年) | 阿爾貝丁系 薩克森選侯國 (1547年–1806年) | 阿爾貝丁系 薩克森選侯國 (1547年–1806年)                        | 阿爾貝丁系 薩克森選侯國 (1547年–1806年)                    | 阿爾貝丁系 薩克森選侯國 (1547年–1806年)                    |                                                                                 |                                                                      |                                       |                                       |                                       |                                       |                                       |                                       |                                       |                                       |                                       |                                       |                                       |                                       |                                       |                                       |                                       |                                       |
| 阿爾貝丁系 薩克森選侯國 (1547年–1806年) | 阿爾貝丁系 薩克森選侯國 (1547年–1806年) | 阿爾貝丁系 薩克森選侯國 (1547年–1806年) | 阿爾貝丁系 薩克森選侯國 (1547年–1806年) | 阿爾貝丁系 薩克森選侯國 (1547年–1806年) | 阿爾貝丁系 薩克森選侯國 (1547年–1806年) | 阿爾貝丁系 薩克森選侯國 (1547年–1806年) | 阿爾貝丁系 薩克森選侯國 (1547年–1806年)                        | 阿爾貝丁系 薩克森選侯國 (1547年–1806年)                    | 阿爾貝丁系 薩克森選侯國 (1547年–1806年)                    | 科堡 & 艾森納赫 (1554年–66年)                                                   | 科堡 & 艾森納赫 (1554年–66年)                                        | 哥達 (1554年–65年)                    | 威瑪 (1554年–66年)                    | 威瑪 (1554年–66年)                    | 威瑪 (1554年–66年)                    | 威瑪 (1554年–66年)                    | 威瑪 (1554年–66年)                    | 威瑪 (1554年–66年)                    | 威瑪 (1554年–66年)                    | 威瑪 (1554年–66年)                    |                                       |                                       |                                       |                                       |                                       |                                       |                                       |
| 阿爾貝丁系 薩克森選侯國 (1547年–1806年) | 阿爾貝丁系 薩克森選侯國 (1547年–1806年) | 阿爾貝丁系 薩克森選侯國 (1547年–1806年) | 阿爾貝丁系 薩克森選侯國 (1547年–1806年) | 阿爾貝丁系 薩克森選侯國 (1547年–1806年) | 阿爾貝丁系 薩克森選侯國 (1547年–1806年) | 阿爾貝丁系 薩克森選侯國 (1547年–1806年) | 阿爾貝丁系 薩克森選侯國 (1547年–1806年)                        | 阿爾貝丁系 薩克森選侯國 (1547年–1806年)                    | 阿爾貝丁系 薩克森選侯國 (1547年–1806年)                    | 恩斯廷系 薩克森公國 (1566年–72年)                                               |                                                                      |                                       |                                       |                                       |                                       |                                       |                                       |                                       |                                       |                                       |                                       |                                       |                                       |                                       |                                       |                                       |                                       |
| 阿爾貝丁系 薩克森選侯國 (1547年–1806年) | 阿爾貝丁系 薩克森選侯國 (1547年–1806年) | 阿爾貝丁系 薩克森選侯國 (1547年–1806年) | 阿爾貝丁系 薩克森選侯國 (1547年–1806年) | 阿爾貝丁系 薩克森選侯國 (1547年–1806年) | 阿爾貝丁系 薩克森選侯國 (1547年–1806年) | 阿爾貝丁系 薩克森選侯國 (1547年–1806年) | 阿爾貝丁系 薩克森選侯國 (1547年–1806年)                        | 阿爾貝丁系 薩克森選侯國 (1547年–1806年)                    | 阿爾貝丁系 薩克森選侯國 (1547年–1806年)                    | 科堡-艾森納赫 (1572年–1638年) (分裂為科堡 及 艾森納赫 1596年–1633年)            | 科堡-艾森納赫 (1572年–1638年) (分裂為科堡 及 艾森納赫 1596年–1633年) | 威瑪 (1572年–1741年)                  | 威瑪 (1572年–1741年)                  | 威瑪 (1572年–1741年)                  | 威瑪 (1572年–1741年)                  | 威瑪 (1572年–1741年)                  | 威瑪 (1572年–1741年)                  | 威瑪 (1572年–1741年)                  | 威瑪 (1572年–1741年)                  | 威瑪 (1572年–1741年)                  |                                       |                                       |                                       |                                       |                                       |                                       |                                       |
| 阿爾貝丁系 薩克森選侯國 (1547年–1806年) | 阿爾貝丁系 薩克森選侯國 (1547年–1806年) | 阿爾貝丁系 薩克森選侯國 (1547年–1806年) | 阿爾貝丁系 薩克森選侯國 (1547年–1806年) | 阿爾貝丁系 薩克森選侯國 (1547年–1806年) | 阿爾貝丁系 薩克森選侯國 (1547年–1806年) | 阿爾貝丁系 薩克森選侯國 (1547年–1806年) | 阿爾貝丁系 薩克森選侯國 (1547年–1806年)                        | 阿爾貝丁系 薩克森選侯國 (1547年–1806年)                    | 阿爾貝丁系 薩克森選侯國 (1547年–1806年)                    |                                                                                 |                                                                      | 威瑪 (1572年–1741年)                  | 威瑪 (1572年–1741年)                  | 威瑪 (1572年–1741年)                  | 威瑪 (1572年–1741年)                  | 威瑪 (1572年–1741年)                  | 威瑪 (1572年–1741年)                  | 威瑪 (1572年–1741年)                  | 威瑪 (1572年–1741年)                  | 威瑪 (1572年–1741年)                  |                                       |                                       |                                       |                                       |                                       |                                       |                                       |
| 阿爾貝丁系 薩克森選侯國 (1547年–1806年) | 阿爾貝丁系 薩克森選侯國 (1547年–1806年) | 阿爾貝丁系 薩克森選侯國 (1547年–1806年) | 阿爾貝丁系 薩克森選侯國 (1547年–1806年) | 阿爾貝丁系 薩克森選侯國 (1547年–1806年) | 阿爾貝丁系 薩克森選侯國 (1547年–1806年) | 阿爾貝丁系 薩克森選侯國 (1547年–1806年) | 阿爾貝丁系 薩克森選侯國 (1547年–1806年)                        | 阿爾貝丁系 薩克森選侯國 (1547年–1806年)                    | 阿爾貝丁系 薩克森選侯國 (1547年–1806年)                    | 阿爾滕堡 (1603年–1672年)                                                        |                                                                      |                                       |                                       |                                       |                                       |                                       |                                       |                                       |                                       |                                       |                                       |                                       |                                       |                                       |                                       |                                       |                                       |
| 阿爾貝丁系 薩克森選侯國 (1547年–1806年) | 阿爾貝丁系 薩克森選侯國 (1547年–1806年) | 阿爾貝丁系 薩克森選侯國 (1547年–1806年) | 阿爾貝丁系 薩克森選侯國 (1547年–1806年) | 阿爾貝丁系 薩克森選侯國 (1547年–1806年) | 阿爾貝丁系 薩克森選侯國 (1547年–1806年) | 阿爾貝丁系 薩克森選侯國 (1547年–1806年) | 阿爾貝丁系 薩克森選侯國 (1547年–1806年)                        | 阿爾貝丁系 薩克森選侯國 (1547年–1806年)                    | 阿爾貝丁系 薩克森選侯國 (1547年–1806年)                    |                                                                                 |                                                                      |                                       |                                       |                                       |                                       |                                       |                                       |                                       |                                       |                                       |                                       |                                       |                                       |                                       |                                       |                                       |                                       |
| 阿爾貝丁系 薩克森選侯國 (1547年–1806年) | 阿爾貝丁系 薩克森選侯國 (1547年–1806年) | 阿爾貝丁系 薩克森選侯國 (1547年–1806年) | 阿爾貝丁系 薩克森選侯國 (1547年–1806年) | 阿爾貝丁系 薩克森選侯國 (1547年–1806年) | 阿爾貝丁系 薩克森選侯國 (1547年–1806年) | 阿爾貝丁系 薩克森選侯國 (1547年–1806年) | 阿爾貝丁系 薩克森選侯國 (1547年–1806年)                        | 阿爾貝丁系 薩克森選侯國 (1547年–1806年)                    | 阿爾貝丁系 薩克森選侯國 (1547年–1806年)                    |                                                                                 |                                                                      |                                       |                                       |                                       |                                       |                                       |                                       |                                       |                                       |                                       |                                       |                                       |                                       |                                       |                                       |                                       |                                       |
| 阿爾貝丁系 薩克森選侯國 (1547年–1806年) | 阿爾貝丁系 薩克森選侯國 (1547年–1806年) | 阿爾貝丁系 薩克森選侯國 (1547年–1806年) | 阿爾貝丁系 薩克森選侯國 (1547年–1806年) | 阿爾貝丁系 薩克森選侯國 (1547年–1806年) | 阿爾貝丁系 薩克森選侯國 (1547年–1806年) | 阿爾貝丁系 薩克森選侯國 (1547年–1806年) | 阿爾貝丁系 薩克森選侯國 (1547年–1806年)                        | 阿爾貝丁系 薩克森選侯國 (1547年–1806年)                    | 阿爾貝丁系 薩克森選侯國 (1547年–1806年)                    | 艾森納赫 (1640年–44年)                                                          | 艾森納赫 (1640年–44年)                                               |                                       |                                       | 哥達 (1640年–72年)                    | 哥達 (1640年–72年)                    | 哥達 (1640年–72年)                    | 哥達 (1640年–72年)                    |                                       |                                       |                                       |                                       |                                       |                                       |                                       |                                       |                                       |                                       |
|                                         |                                         | 蔡茨 (1656年–1718年)                    | 蔡茨 (1656年–1718年)                    | 梅澤堡 (1656年–1738年)                  | 梅澤堡 (1656年–1738年)                  | 梅澤堡 (1656年–1738年)                  | 魏森費爾斯 (1656年–1746年) (更名為 奎爾富特 1680年–1739年)     | 魏森費爾斯 (1656年–1746年) (更名為 奎爾富特 1680年–1739年) | 魏森費爾斯 (1656年–1746年) (更名為 奎爾富特 1680年–1739年) |                                                                                 |                                                                      |                                       |                                       | 哥達 (1640年–72年)                    | 哥達 (1640年–72年)                    | 哥達 (1640年–72年)                    | 哥達 (1640年–72年)                    |                                       |                                       |                                       |                                       |                                       |                                       |                                       |                                       |                                       |                                       |
|                                         | 馬克蘇爾 (1662年–71年)                  | 蔡茨 (1656年–1718年)                    | 蔡茨 (1656年–1718年)                    | 梅澤堡 (1656年–1738年)                  | 梅澤堡 (1656年–1738年)                  | 梅澤堡 (1656年–1738年)                  | 魏森費爾斯 (1656年–1746年) (更名為 奎爾富特 1680年–1739年)     | 魏森費爾斯 (1656年–1746年) (更名為 奎爾富特 1680年–1739年) | 魏森費爾斯 (1656年–1746年) (更名為 奎爾富特 1680年–1739年) |                                                                                 | 耶拿 (1662年–90年)                                                   |                                       |                                       | 哥達 (1640年–72年)                    | 哥達 (1640年–72年)                    | 哥達 (1640年–72年)                    | 哥達 (1640年–72年)                    |                                       |                                       |                                       |                                       |                                       |                                       |                                       |                                       |                                       |                                       |
| 艾森納赫 (1662年-1741年)                | 艾森納赫 (1662年-1741年)                | 蔡茨 (1656年–1718年)                    | 蔡茨 (1656年–1718年)                    | 梅澤堡 (1656年–1738年)                  | 梅澤堡 (1656年–1738年)                  | 梅澤堡 (1656年–1738年)                  | 魏森費爾斯 (1656年–1746年) (更名為 奎爾富特 1680年–1739年)     | 魏森費爾斯 (1656年–1746年) (更名為 奎爾富特 1680年–1739年) | 魏森費爾斯 (1656年–1746年) (更名為 奎爾富特 1680年–1739年) | 哥達 & 阿爾滕堡 (1672年–1826年)                                                 | 哥達 & 阿爾滕堡 (1672年–1826年)                                      | 哥達 & 阿爾滕堡 (1672年–1826年)       | 哥達 & 阿爾滕堡 (1672年–1826年)       | 哥達 & 阿爾滕堡 (1672年–1826年)       | 哥達 & 阿爾滕堡 (1672年–1826年)       | 哥達 & 阿爾滕堡 (1672年–1826年)       |                                       |                                       |                                       |                                       |                                       |                                       |                                       |                                       |                                       |                                       |                                       |
| 艾森納赫 (1662年-1741年)                | 艾森納赫 (1662年-1741年)                | 蔡茨 (1656年–1718年)                    | 蔡茨 (1656年–1718年)                    | 梅澤堡-勞赫施泰特 (1684年–90年)         |                                         |                                         |                                                                |                                                            | 魏森費爾斯-巴比 (1680年–1739年)                            |                                                                                 | 耶拿 (1662年–90年)                                                   |                                       | 艾森貝格 (1675年–1707年)              | 邁寧根 (1675年–1918年)                | 薩爾費爾德 (1675年–99年)              | 科堡 (1675年–99年)                    | 勒姆希爾德 (1675年–1710年)            |                                       |                                       |                                       |                                       |                                       |                                       |                                       |                                       |                                       |                                       |
| 艾森納赫 (1662年-1741年)                | 艾森納赫 (1662年-1741年)                |                                         | 蔡茨-佩高-紐斯塔德特 (1699年–1713年)    | 梅澤堡-策爾比希 (1691年–1715年)         |                                         | 梅澤堡-施普倫貝格 (1694年–1731年)       |                                                                |                                                            | 魏森費爾斯-巴比 (1680年–1739年)                            | 科堡-薩爾費爾德 (1699年–1826年)                                                 | 科堡-薩爾費爾德 (1699年–1826年)                                      |                                       | 艾森貝格 (1675年–1707年)              | 邁寧根 (1675年–1918年)                |                                       |                                       | 勒姆希爾德 (1675年–1710年)            |                                       |                                       |                                       |                                       |                                       |                                       |                                       |                                       |                                       |                                       |
| 艾森納赫 (1662年-1741年)                | 艾森納赫 (1662年-1741年)                | 魏森費爾斯-達默 (1711年–15年)           | 蔡茨-佩高-紐斯塔德特 (1699年–1713年)    | 梅澤堡-策爾比希 (1691年–1715年)         |                                         | 梅澤堡-施普倫貝格 (1694年–1731年)       |                                                                |                                                            | 魏森費爾斯-巴比 (1680年–1739年)                            | 科堡-薩爾費爾德 (1699年–1826年)                                                 | 科堡-薩爾費爾德 (1699年–1826年)                                      |                                       | 艾森貝格 (1675年–1707年)              | 邁寧根 (1675年–1918年)                |                                       |                                       | 勒姆希爾德 (1675年–1710年)            |                                       |                                       |                                       |                                       |                                       |                                       |                                       |                                       |                                       |                                       |
| 艾森納赫 (1662年-1741年)                | 艾森納赫 (1662年-1741年)                |                                         |                                         |                                         |                                         | 梅澤堡-施普倫貝格 (1694年–1731年)       | 希爾德布格豪森 (1675年–1826年) 更名為 阿爾滕堡 (1826年–1918年) |                                                            | 魏森費爾斯-巴比 (1680年–1739年)                            |                                                                                 |                                                                      |                                       |                                       | 邁寧根 (1675年–1918年)                |                                       |                                       |                                       |                                       |                                       |                                       |                                       |                                       |                                       |                                       |                                       |                                       |                                       |
| 艾森納赫 (1662年-1741年)                | 艾森納赫 (1662年-1741年)                |                                         |                                         |                                         |                                         | 梅澤堡-施普倫貝格 (1694年–1731年)       |                                                                |                                                            | 魏森費爾斯-巴比 (1680年–1739年)                            |                                                                                 |                                                                      |                                       |                                       | 邁寧根 (1675年–1918年)                |                                       |                                       |                                       |                                       |                                       |                                       |                                       |                                       |                                       |                                       |                                       |                                       |                                       |
|                                         |                                         |                                         |                                         |                                         |                                         |                                         |                                                                |                                                            |                                                            | 威瑪-艾森納赫 (1741年–1918年) (1741年—1809年之間的共主邦聯 1815年升格為大公國 ) |                                                                      |                                       |                                       | 邁寧根 (1675年–1918年)                |                                       |                                       |                                       |                                       |                                       |                                       |                                       |                                       |                                       |                                       |                                       |                                       |                                       |
|                                         |                                         |                                         |                                         |                                         |                                         |                                         |                                                                |                                                            |                                                            |                                                                                 |                                                                      |                                       |                                       | 邁寧根 (1675年–1918年)                |                                       |                                       |                                       |                                       |                                       |                                       |                                       |                                       |                                       |                                       |                                       |                                       |                                       |
| 薩克森王國 (1806年–1918年)              |                                         |                                         |                                         |                                         |                                         |                                         |                                                                |                                                            |                                                            |                                                                                 |                                                                      |                                       |                                       | 邁寧根 (1675年–1918年)                |                                       |                                       |                                       |                                       |                                       |                                       |                                       |                                       |                                       |                                       |                                       |                                       |                                       |
|                                         |                                         |                                         |                                         |                                         |                                         |                                         | 普魯士的薩克榛省 (1815年–1918年)                               | 普魯士的薩克榛省 (1815年–1918年)                           | 普魯士的薩克榛省 (1815年–1918年)                           |                                                                                 |                                                                      |                                       | 科堡-哥達 (1826年–1918年)             | 科堡-哥達 (1826年–1918年)             | 科堡-哥達 (1826年–1918年)             |                                       |                                       |                                       |                                       |                                       |                                       |                                       |                                       |                                       |                                       |                                       |                                       |

#### 莱比锡分割
根据1485年的莱比锡分割条约，弗里德里希二世的领地被一分为二。次子恩斯特继承了迈森北部、图林根南部、维滕贝格和选侯的职位。三子阿尔布雷希特继承了图林根北部、迈森南部，称“萨克森公爵”。
| 阿尔贝丁系 萨克森公爵 \| 肖像 \| 名称（生卒日期） \| 统治时间 \| 备注 \| \| ---- \| -------------------------------------------- \| ------------- \| -------------------------------------------------------------------------------------------------------------------- \| \| \| 阿尔布雷希特 （1443年7月17日—1500年9月12日） \| 1485年—1500年 \| 弗里德里希二世第三子，绰号“勇敢的”。 \| \| \| 格奥尔格 （1471年8月27日—1539年4月17日） \| 1500年—1539年 \| 阿尔布雷希特的长子，绰号“大胡子”，新教的反对者。 \| \| \| 亨利四世 （1473年3月11日—1541年8月18日） \| 1539年—1541年 \| 阿尔布雷希特的次子，绰号“虔诚的” \| \| \| 莫里茨 （1521年3月21日—1553年7月11日） \| 1541年—1547年 \| 亨利四世长子。1547年，由于在施马尔卡尔登战争中站在神圣罗马帝国皇帝查理五世一边，皇帝将恩斯廷系的选侯头衔授予莫里茨。 \| |                                              |               | |
| 肖像 | 名称（生卒日期）                             | 统治时间      | 备注 |
| | 阿尔布雷希特 （1443年7月17日—1500年9月12日） | 1485年—1500年 | 弗里德里希二世第三子，绰号“勇敢的”。                                                                                 |
| | 格奥尔格 （1471年8月27日—1539年4月17日）     | 1500年—1539年 | 阿尔布雷希特的长子，绰号“大胡子”，新教的反对者。                                                                     |
| | 亨利四世 （1473年3月11日—1541年8月18日）     | 1539年—1541年 | 阿尔布雷希特的次子，绰号“虔诚的”                                                                                     |
| | 莫里茨 （1521年3月21日—1553年7月11日）       | 1541年—1547年 | 亨利四世长子。1547年，由于在施马尔卡尔登战争中站在神圣罗马帝国皇帝查理五世一边，皇帝将恩斯廷系的选侯头衔授予莫里茨。 |

1542年，由薩克森選侯約翰分出薩克森-科堡。
薩克森-科堡公爵
| 肖像 | 名称（生卒日期）                           | 统治时间        | 备注       |
| ---- | ------------------------------------------ | --------------- | ---------- |
|      | 約翰·恩斯特 （1521年5月10日—1553年2月8日） | 1542年 — 1553年 | 約翰的次子 |

1553年，約翰·恩斯特絕嗣，併入薩克森選帝侯國。
1572年，從薩克森-魏瑪分出薩克森-科堡-艾森納赫，再於1596年分裂為薩克森-科堡及薩克森-艾森納赫。
| 肖像 | 名称（生卒日期）                              | 统治时间        | 备注                  |
| ---- | --------------------------------------------- | --------------- | --------------------- |
|      | 約翰·卡西米爾 （1564年6月12日—1633年7月16日） | 1596年 — 1633年 | 約翰·腓特烈二世的次子 |

1553年，約翰·卡西米爾絕嗣，併入薩克森-艾森納，又復合為薩克森-科堡-艾森納赫。
1675年，薩克森-哥達公爵恩斯特一世逝世後，他的七名兒子瓜分薩克森-哥達公國，分出薩克森-哥達-阿爾滕堡，薩克森-科堡，薩克森-邁寧根，薩克森-勒姆希爾德，薩克森-艾森貝格，薩克森-希爾德布爾格豪森及薩克森-薩爾費爾德。
| 肖像 | 名称（生卒日期）                            | 统治时间        | 备注               |
| ---- | ------------------------------------------- | --------------- | ------------------ |
|      | 阿爾布雷希特 （1648年5月24日—1699年8月6日） | 1675年 — 1699年 | 恩斯特一世的第五子 |

1699年，阿爾布雷希特絕嗣，由十一弟約翰·恩斯特繼承，併入薩克森-薩爾費爾德，成為薩克森-科堡-薩爾費爾德。
薩克森-威瑪公爵
1552年，被廢黜的薩克森選帝侯約翰·腓特烈一世被皇帝查理五世釋放，並得到威瑪作為領地。其後由三名兒子接替領地，次子約翰·威廉以威瑪為領地與長子約翰·腓特烈二世的領地區分稱為薩克森-威瑪公國。
| 肖像 | 名称（生卒日期）                                    | 统治时间      | 备注                |
| ---- | --------------------------------------------------- | ------------- | ------------------- |
|      | 約翰·威廉 （1530年3月11日—1573年3月2日）            | 1572年–1573年 | 約翰·腓特烈一世次子 |
|      | 腓特烈·威廉一世 （1562年4月25日—1602年7月7日）      | 1573年–1602年 | 約翰·威廉長子       |
|      | 約翰二世 （1570年5月22日—1605年7月18日）            | 1602年–1605年 | 約翰·威廉次子       |
|      | 約翰·恩斯特一世 （1594年2月21日—1626年12月6日）     | 1605年–1620年 | 約翰二世長子        |
|      | 威廉 （1598年4月11日—1662年5月17日）                | 1620年–1662年 | 約翰二世第三子      |
|      | 約翰·恩斯特二世 （1627年9月11日—1683年5月15日）     | 1662年–1683年 | 威廉長子            |
|      | 威廉·恩斯特 （1662年10月19日—1728年8月26日）        | 1683年–1728年 | 約翰·恩斯特二世長子 |
|      | 恩斯特·奧古斯特一世 （1688年4月19日—1748年1月19日） | 1728年–1748年 | 約翰·恩斯特三世長子 |

1741年，薩克森-艾森納赫公爵威廉·海因里希死後無嗣，公國由恩斯特·奧古斯特一世兼任統治，改名為薩克森-威瑪-艾森納赫
薩克森-耶拿公爵
薩克森-威瑪公爵威廉分封其第四子伯恩哈德為薩克森-耶拿公爵。
| 肖像 | 名稱（生卒日期）                          | 统治時間      | 備注                      |
| ---- | ----------------------------------------- | ------------- | ------------------------- |
|      | 伯恩哈德 （1638年10月14日—1678年5月3日）  | 1672年–1678年 | 薩克森-威瑪公爵威廉第四子 |
|      | 約翰·威廉 （1675年3月28日—1690年11月4日） | 1678年–1690年 | 伯恩哈德之子              |

約翰·威廉於1690年早逝，薩克森-耶拿被薩克森-威瑪和薩克森-艾森納赫所瓜分。 
薩克森-哥達公爵
1554年約翰·腓特烈一世去世後，約翰·腓特烈三世獲得薩克森-哥達作為領地。
| 肖像 | 名稱（生卒日期）                             | 统治時間        | 備注                  |
| ---- | -------------------------------------------- | --------------- | --------------------- |
|      | 約翰·腓特烈 （1538年1月16日—1565年10月21日） | 1554年 — 1565年 | 約翰·腓特烈一世第三子 |

1565年，約翰·腓特烈三世絕嗣，其長兄約翰·腓特烈二世將其收回。
1640年，薩克森-威瑪公爵約翰二世第六子恩斯特一世獲得薩克森-哥達作為領地。
| 肖像 | 名稱（生卒日期）                            | 统治時間        | 備注           |
| ---- | ------------------------------------------- | --------------- | -------------- |
|      | 恩斯特一世 （1601年12月25日—1675年3月26日） | 1640年 — 1675年 | 約翰二世第六子 |

薩克森-哥達不斷擴大領土，1645年得到海爾德堡、艾斯菲爾德和薩爾宗根；1660年得到弗勞恩布萊通根和瓦松根；1663年得到克拉尼希費爾德。1672年，薩克森-阿爾滕堡絕嗣。恩斯特繼承薩克森-阿爾滕堡。其後，第四子腓特烈得到哥達、滕內貝格、瓦赫森堡、伊希特爾斯豪森、格奧爾根塔爾、施瓦茨瓦爾德、萊因哈德斯布魯恩、福爾肯羅德、上克拉尼希費爾德、奧拉明德、阿爾滕堡和托納，形成薩克森-哥達-阿爾滕堡公國。
薩克森-哥達-阿爾滕堡公爵
| 肖像 | 名稱（生卒日期）                            | 统治時間        | 備注               |
| ---- | ------------------------------------------- | --------------- | ------------------ |
|      | 腓特烈一世 （1646年7月15日—1691年8月2日）   | 1675年 — 1691年 | 恩斯特一世第四子   |
|      | 腓特烈二世 （1676年7月28日—1732年3月23日）  | 1691年 — 1732年 | 腓特烈一世長子     |
|      | 腓特烈三世 （1699年4月14日—1772年3月10日）  | 1732年 — 1772年 | 腓特烈二世長子     |
|      | 恩斯特二世 （1745年1月30日—1804年4月20日）  | 1772年 — 1804年 | 腓特烈三世次子     |
|      | 奧古斯特 （1772年11月23日—1822年5月17日）   | 1804年 — 1822年 | 恩斯特二世次子     |
|      | 腓特烈四世 （1774年11月28日—1825年2月11日） | 1822年 — 1825年 | 恩斯特二世的第三子 |

腓特烈四世於1825年去世後，韋廷家族恩斯特系諸邦國重新分配領地：薩克森-科堡-薩爾費爾德獲得哥達，成為薩克森-科堡-哥達；薩克森-希爾德布格豪森獲得阿爾滕堡，成為薩克森-阿爾滕堡；薩克森-邁寧根則獲得薩爾費爾德和希爾德布格豪森。
1657年，由萨克森选侯约翰·格奥尔格一世分出萨克森-魏森费尔斯，萨克森-梅泽堡，萨克森-蔡茨。
萨克森-魏森费尔斯公爵
| 肖像 | 名称（生卒日期）                        | 统治时间      | 备注                    |
| ---- | --------------------------------------- | ------------- | ----------------------- |
|      | 奧古斯特 （1614年8月13日—1680年6月4日） | 1657年—1680年 | 约翰·格奥尔格一世第五子 |

1680年，分裂为萨克森-魏森费尔斯-库埃尔富尔特，萨克森-魏森费尔斯-巴比，萨克森-魏森费尔斯-达默。
萨克森-魏森费尔斯-库埃尔富尔特公爵
| 肖像 | 名称（生卒日期）                                | 统治时间      | 备注                  |
| ---- | ----------------------------------------------- | ------------- | --------------------- |
|      | 約翰·阿道夫一世 （1649年11月2日—1697年5月24日） | 1680年—1697年 | 奥古斯图斯之子        |
|      | 約翰·格奧爾格 （1677年7月13日—1712年3月16日）   | 1697年—1712年 | 约翰·阿道夫一世之子   |
|      | 克里斯蒂安 （1682年2月23日—1736年6月28日）      | 1712年—1736年 | 约翰·阿道夫一世第六子 |
|      | 約翰·阿道夫二世 （1685年9月4日—1746年5月16日）  | 1736年—1746年 | 约翰·阿道夫一世幼子   |

1746年，萨克森-魏森费尔斯-库埃尔富尔特系绝嗣，并入萨克森选帝侯国。
萨克森-魏森费尔斯-巴比公爵
| 肖像 | 名称（生卒日期）                                     | 统治时间      | 备注                       |
| ---- | ---------------------------------------------------- | ------------- | -------------------------- |
|      | 亨利 （1657年9月29日—1728年2月16日）                 | 1680年—1728年 | 奥古斯图斯之子，巴比伯爵。 |
|      | 格奧爾格阿爾布雷希特 （1695年4月19日—1739年6月12日） | 1728年—1739年 | 亨利的第六子，巴比伯爵。   |

1739年，萨克森-魏森费尔斯-巴比系绝嗣，并入萨克森选帝侯国。
萨克森-魏森费尔斯-达默公爵
| 肖像 | 名称（生卒日期）                            | 统治时间      | 备注               |
| ---- | ------------------------------------------- | ------------- | ------------------ |
|      | 弗里德里希 （1673年11月20日—1715年4月16日） | 1711年—1715年 | 奥古斯图斯第六子。 |

1715年，萨克森-魏森费尔斯-达默系绝嗣，并入萨克森-魏森费尔斯。
萨克森-梅泽堡公爵
| 肖像 | 名称（生卒日期）                                 | 统治时间      | 备注                      |
| ---- | ------------------------------------------------ | ------------- | ------------------------- |
|      | 克里斯蒂安一世 （1615年10月27日—1691年10月18日） | 1657年—1691年 | 约翰·格奥尔格一世第六子。 |
|      | 克里斯蒂安二世 （1653年11月19日—1694年10月20日） | 1691年—1694年 | 克里斯蒂安一世次子。      |
|      | 克里斯蒂安三世 （1680年11月7日—1694年11月14日）  | 1694年        | 克里斯蒂安二世长子。      |
|      | 莫里茨·威廉 （1688年2月5日—1731年4月21日）       | 1694年—1731年 | 克里斯蒂安二世第五子。    |
|      | 亨利 （1661年9月2日—1738年7月28日）              | 1731年—1738年 | 克里斯蒂安一世第六子。    |

1738年，萨克森-梅泽堡系绝嗣，并入萨克森选帝侯国。
萨克森-蔡茨公爵
| 肖像 | 名称（生卒日期）                             | 统治时间      | 备注                    |
| ---- | -------------------------------------------- | ------------- | ----------------------- |
|      | 莫里茨 （1619年3月28日—1681年12月4日）       | 1657年—1681年 | 约翰·格奥尔格一世幼子。 |
|      | 莫里茨·威廉 （1664年3月12日—1718年11月15日） | 1681年—1718年 | 莫里茨之子。            |

1718年，萨克森-蔡茨系绝嗣，并入萨克森选帝侯国。
1657年，萨克森-蔡茨分出萨克森-蔡茨-佩高-纽斯塔德特。
萨克森-蔡茨-佩高-纽斯塔德特公爵
| 肖像 | 名称（生卒日期）                                 | 统治时间      | 备注         |
| ---- | ------------------------------------------------ | ------------- | ------------ |
|      | 弗里德里希·亨利 （1668年7月21日—1713年12月18日） | 1699年—1713年 | 莫里茨幼子。 |

1713年，公国合并入萨克森-蔡茨。

## 薩克森選侯
1356年的《金璽詔書》確立薩克森-維滕堡公爵為薩克森選侯。
| 薩克森選侯   |                         |                               | |
| 阿斯坎尼王朝 |                         |                               | |
| 肖像         | 名稱                    | 統治時間                      | 備註 |
|              | 魯道夫一世              | 1296年1月10日-1356年3月11日   | 1298年起為薩克森-維滕堡公爵 |
|              | 魯道夫二世              | 1356年3月11日-1370年12月6日   | 魯道夫一世之子 |
|              | 文策爾                  | 1370年12月6日-1388年5月15日   | 魯道夫一世之子，魯道夫二世同父異母的弟弟 |
|              | 魯道夫三世              | 1388年5月15日-1419年6月9日    | 文策爾長子 |
|              | 阿爾布雷希特三世        | 1419年6月9日-1422年11月12日   | 文策爾幼子 |
| 韋廷王朝     |                         |                               | |
|              | 腓特烈一世              | 1423年1月6日-1428年1月4日     | 綽號"好鬥者"，阿斯坎尼-維滕堡系絕嗣後，被授予選侯。麥森藩侯和圖林根領地伯爵。                                                                                                |
|              | 腓特烈二世              | 1428年1月4日-1464年9月7日     | 綽號"溫順的"，弗雷德裡希一世長子，與兄弟共治，恩斯特和阿爾佈雷希特之父，恩斯廷系和阿爾貝丁系始祖                                                                             |
| 恩斯廷系     |                         |                               | |
|              | 恩斯特                  | 1464年9月7日-1486年8月26日    | 弗雷德裡希二世次子，分一半領土給弟弟阿爾佈雷希特，自身領土包括維滕堡周邊、麥森北部和圖林根南部。                                                                             |
|              | 腓特烈三世              | 1486年8月26日-1525年5月5日    | 綽號"智者"，恩斯特長子，馬丁·路德的保護者 |
|              | 約翰                    | 1525年5月5日-1532年8月16日    | 綽號"堅定的"，恩斯特第四子，路德教于1527年在薩克森-恩斯廷被定為國教 |
|              | 约翰·腓特烈             | 1532年8月16日-1547年5月19日   | 綽號"寬宏的"，約翰長子，在施马尔卡尔登战争中被皇帝查理五世剝奪選侯，死於1554年                                                                                               |
| 阿爾貝丁系   |                         |                               | |
|              | 莫里茨                  | 1547年6月4日-1553年7月11日    | 约翰·弗里德里希的堂弟，阿爾佈雷希特之孫，亨利四世第四子，雖然是路德教信徒，但站在查理五世陣營反對施馬爾卡爾聯盟，1547年的米赫尔贝格戰役后被授予薩克森選侯                    |
|              | 奥古斯特                | 1553年7月11日-1586年2月12日   | 莫里茨之弟 |
|              | 克里斯蒂安一世          | 1586年2月12日-1591年9月25日   | 奧古斯特第八子 |
|              | 克里斯蒂安二世          | 1591年9月25日-1611年6月23日   | 克里斯蒂安一世長子 |
|              | 约翰·格奥尔格一世       | 1611年6月23日-1656年10月8日   | 克里斯蒂安一世次子，統治生涯貫穿三十年戰爭，在皇帝和瑞典人之間搖擺不定。 |
|              | 約翰·格奧爾格二世       | 1656年10月8日-1680年9月1日    | 約翰.格奧爾格一世二婚所生第三子 |
|              | 约翰·格奥尔格三世       | 1680年9月1日-1691年9月22日    | 約翰.格奧爾格二世幼子也是唯一的兒子 |
|              | 約翰·格奧爾格四世       | 1691年9月22日-1694年4月27日   | 约翰·格奥尔格三世長子 |
|              | 弗里德里希.奧古斯特一世 | 1694年4月27日-1733年2月1日    | 約翰·格奧爾格四世之弟，爲了獲得波蘭王位，1697年改宗天主教，隨即加冕，瑞典人在1704年擁立斯坦尼斯瓦夫·莱什琴斯基為波蘭國王，奧古斯特被迫于1706年退位，1709年復位。綽號"強壯者" |
|              | 弗里德里希·奥古斯特二世 | 1733年2月1日-1763年10月5日    | 弗里德里希.奧古斯特一世唯一婚生子，1712年改宗天主教，波蘭國王（1734年-1763年），綽號"胖子"或"薩克森"（在波蘭）                                                               |
|              | 弗里德里希·克里斯蒂安   | 1763年10月5日-1763年12月17日  | 弗里德里希·奥古斯特二世次子 |
|              | 弗里德里希·奥古斯特三世 | 1763年12月17日-1806年12月20日 | 弗里德里希·克里斯蒂安次子，隨著神聖羅馬帝國的解體，成為為國王。綽號"公正的"                                                                                                  |

## 萨克森国王
拿破仑在1806年将萨克森升为王国。
| 肖像 | 名称（生卒日期）                                        | 统治时间      | 备注 |
| ---- | ------------------------------------------------------- | ------------- | --- |
|      | 弗里德里希·奥古斯特一世                                 | 1806年—1827年 | 1807年至1813年兼华沙公爵。由于在拿破仑战争中站在拿破仑一方，维也纳会议上萨克森一半以上的国土被割让给普鲁士。 |
|      | 安东 （1755年12月27日－1836年6月6日）                   | 1827年—1836年 | 弗里德里希·奥古斯特一世的四弟，绰号“温厚的”。                                                                |
|      | 弗里德里希·奥古斯特二世 （1797年5月18日－1854年8月9日） | 1836年—1854年 | 弗里德里希·奥古斯特一世和安东的侄子，他们的五弟马克西米利安的长子。                                          |
|      | 约翰 （1801年12月12日－1873年10月29日）                 | 1854年—1873年 | 弗里德里希·奥古斯特二世三弟。1866年萨克森加入北德意志邦联，1871年加入德意志帝国。                            |
|      | 阿尔贝特 （1828年4月23日－1902年6月19日）               | 1873年—1902年 | 约翰一世长子。德国陆军元帅。                                                                                 |
|      | 格奥尔格 （1832年8月8日－1904年10月15日）               | 1902年—1904年 | 约翰一世第三子。                                                                                             |
|      | 弗里德里希·奥古斯特三世 （1865年5月25日—1932年2月18日） | 1904年—1918年 | 格奥尔格的长子。德国陆军元帅。末代国王，德国革命中被废黜。                                                   |

## 萨克森王位继承人
1918年革命后，弗里德里希·奥古斯特三世被废黜，他的后裔自称为迈森藩侯。
| 名称（生卒日期）                                       | 在位时间                     | 备注                                                                      |
| ------------------------------------------------------ | ---------------------------- | ------------------------------------------------------------------------- |
| 弗里德里希·奥古斯特三世                                | 1918年－1932年               | 1904年至1918年为萨克森国王                                                |
| 弗里德里希·克里斯蒂安 （1893年12月31日－1968年8月9日） | 1932年－1968年               | 弗里德里希·奥古斯特三世次子                                               |
| 玛利亚·埃曼努埃尔 （1926年1月31日－2012年7月23日）     | 1968年－2012年               | 弗里德里希·克里斯蒂安长子，无嗣                                           |
| 阿爾布萊希特·約瑟夫 （1934年11月30日－2012年10月6日）  | 2012年7月23日－10月6日       | 弗里德里希·克里斯蒂安次子，无嗣                                           |
| 鲁迪格 （1953年12月23日－2022年3月29日）               | 2012年10月6日－2022年3月29日 | 玛利亚·埃曼努埃尔和阿爾布萊希特·約瑟夫堂侄，阿爾布萊希特·約瑟夫指定继承人 |
| 丹尼尔·迪莫 （1975年6月23日－）                        | 2022年3月29日－              | 鲁迪格的长子和继承人                                                      |
| 亚历山大·德·阿菲夫 （1954年2月12日－）                 | 2012年7月23日－              | 玛利亚·埃曼努埃尔外甥，玛利亚·埃曼努埃尔指定继承人                        |